# 응아우잡

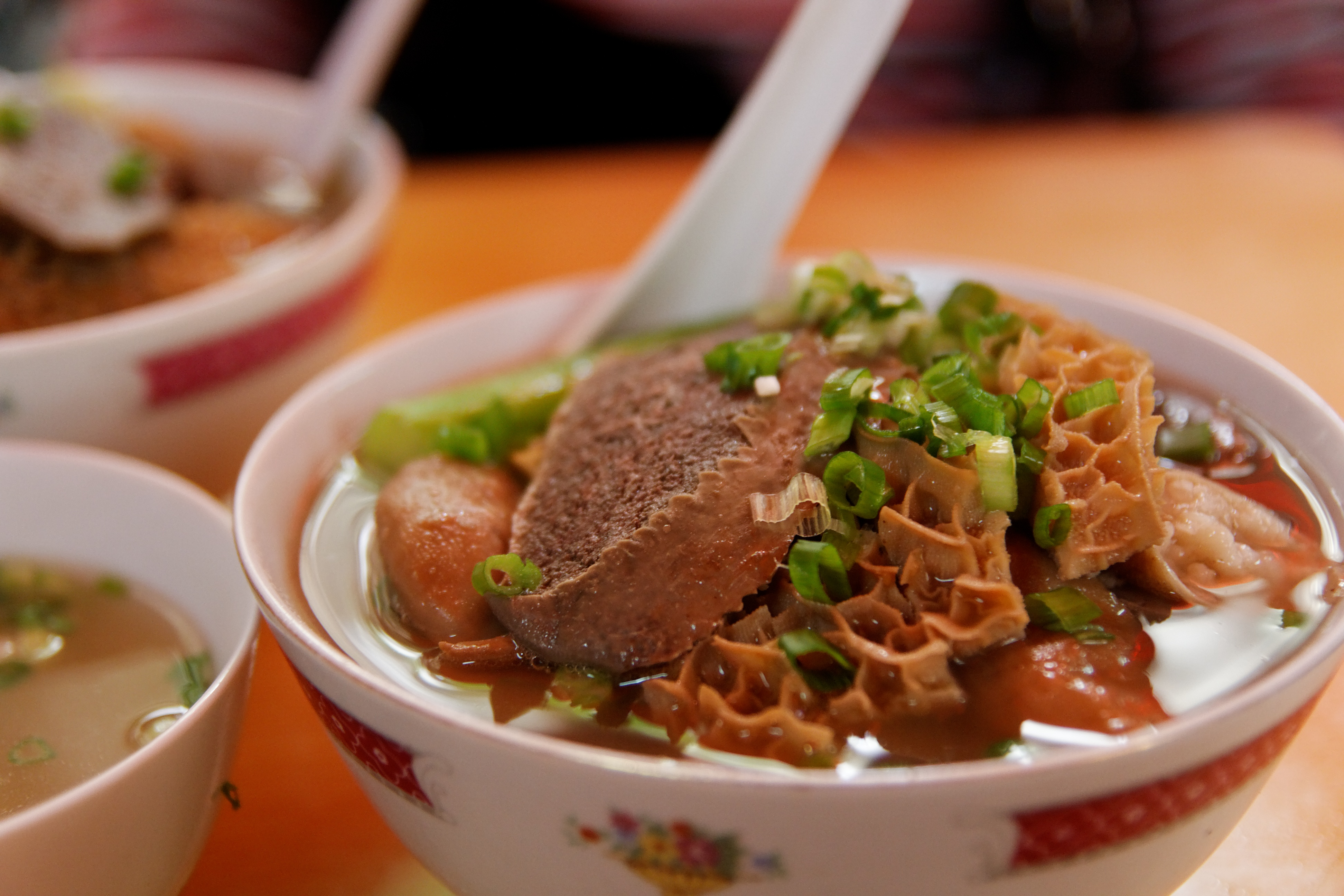

응아우잡(중국어 정체자: 牛雜, 월병: ngau4 zaap6)은 홍콩 요리의 일종이다. 소고기를 내장과 함께 몇 시간동안 푹 끓여 만든 스튜다.